# Гайленд Тауншип (округ Елк, Пенсільванія)
Гайленд Тауншип (англ. Highland Township) — селище (англ. township) в США, в окрузі Елк штату Пенсільванія. Населення — 403 особи (2020).

## Демографія
Згідно з переписом 2010 року, у селищі мешкали 492 особи в 216 домогосподарствах у складі 144 родин. Було 493 помешкання
Расовий склад населення:
| - 98,6 % — білих |

До двох чи більше рас належало 1,4 %. Частка іспаномовних становила 0,0 % від усіх жителів.
За віковим діапазоном населення розподілялося таким чином: 17,3 % — особи молодші 18 років, 59,5 % — особи у віці 18—64 років, 23,2 % — особи у віці 65 років та старші. Медіана віку мешканця становила 45,8 року. На 100 осіб жіночої статі у селищі припадало 118,7 чоловіків;  на 100 жінок у віці від 18 років та старших — 122,4 чоловіків також старших 18 років.
Середній дохід на одне домашнє господарство  становив 42 831 долар США (медіана — 38 194), а середній дохід на одну сім'ю — 46 711 долар (медіана — 40 682). Медіана доходів становила 33 000 доларів для чоловіків та 28 750 доларів для жінок. За межею бідності перебувало 10,3 % осіб, у тому числі 11,1 % дітей у віці до 18 років та 11,2 % осіб у віці 65 років та старших.
Цивільне працевлаштоване населення становило 174 особи. Основні галузі зайнятості: виробництво — 28,7 %, роздрібна торгівля — 16,7 %, транспорт — 14,4 %.